# Giuseppe Arconati Visconti

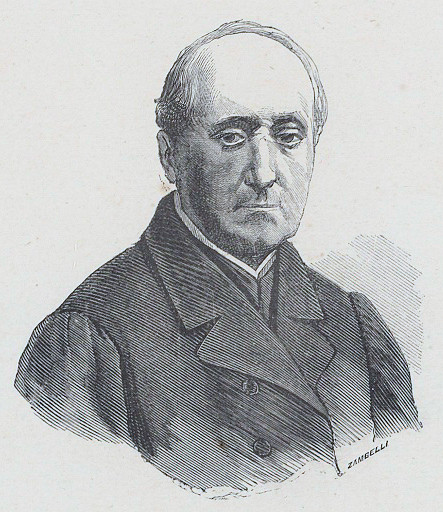
Giuseppe Arconati Visconti

Giuseppe Arconati Visconti (* 9. April 1797 in Mailand; † 11. März 1873 ebenda) war ein italienischer Politiker.

## Leben
Arconati Visconti stammte aus einer italienischen Adelsfamilie und trug den Titel eines Marchese.
Er war ein Sohn des Carlo Arconati Visconti und der Teresa Trotti Bentivoglio. Teresa Trotti (1765–1805), gebildet in Philosophie und Mathematik, eine fromme adlige Dame, hatte 1784 den Marchese Carlo Arconati Visconti geheiratet. Dieser wurde 1765 von Joseph II. zum kaiserlichen Kammerherrn ernannt; 1776 wurde er Dekurio von Mailand. Mit seinen Mailänder Ratskollegen wurde er von den napoleonisch-französischen Invasoren nach Nizza deportiert. Der Vater starb am 25. Mai 1816 im Alter von 64 Jahren in Mailand, in der Pfarrei S. Maria alla Porta, und wurde auf dem Friedhof von Monza beigesetzt.
1818 heiratete Giuseppe Arconati seine Kusine Costanza Trotti Bentivoglio (1800–1871). Deren Schwester Margherita Trotti di Bentivoglio war mit Giacinto Provana di Collegno verheiratet.
Der liberale Arconati Visconti war ein Gegner der österreichischen Herrschaft im Königreich Lombardo-Venetien. Da er 1821 an der Verschwörung gegen die Österreicher beteiligt war, war er wegen der Niederschlagung genötigt, im selben Jahr mit seiner Gattin zunächst nach Paris, dann nach Belgien zu fliehen, von wo aus er Beziehungen zu den italienischen Emigranten in der Schweiz unterhielt. Die habsburgische Justiz ging mit großer Härte gegen die Verschwörer vor: während Conte Luigi Porro Lambertenghi und dem Marchese Giuseppe Arconati die Flucht gelang, wurden Conte Federico Confalonieri, Giorgio Pallavicino sowie Conte Francesco Arese gemeinsam mit weiteren Dutzenden Patriziern inhaftiert und zum Tod verurteilt (die Urteile wurden von Kaiser Franz I. teilweise abgemildert, z. B. in Haftstrafen auf der Festung Spielberg). Wegen Unterstützung italienischer Freiheitsbestrebungen wurde 1823 auch der Marchese Arconati Visconti in Abwesenheit von den Österreichern zum Tod verurteilt.
Im belgischen Exil wurde, unweit von Brüssel, das Schloss Gaasbeek (Gaesbeck) des Ehepaares ein wichtiger Treffpunkt für italienische politische Flüchtlinge. Der italienische Schriftsteller Giovanni Berchet arbeitete 1829 als Lehrer bei der Familie Arconati Visconti in Gaasbeek.
Es gab unter den italienischen Exilanten oft Richtungsstreitigkeiten über die politische Zukunft Italiens. So war Arconatis Ehefrau Costanza eine erbitterte Rivalin von Cristina Trivulzio Belgiojoso. Mehrmals hielt Arconati sich kurz in der Schweiz auf: 1832 in den Bädern von San Bernardino und in Cadenazzo (für ein von Giuseppe Mazzini angeregtes Flüchtlingstreffen) und 1838 in Magadino mit Giovanni Arrivabene. 1839 kehrte er nach Italien zurück.

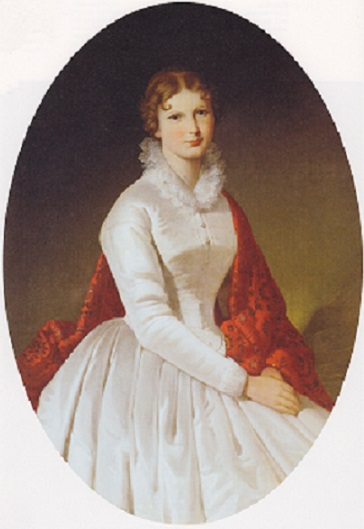
Marchesa Costanza Arconati Visconti, geb. Trotti Bentivoglio, um 1830
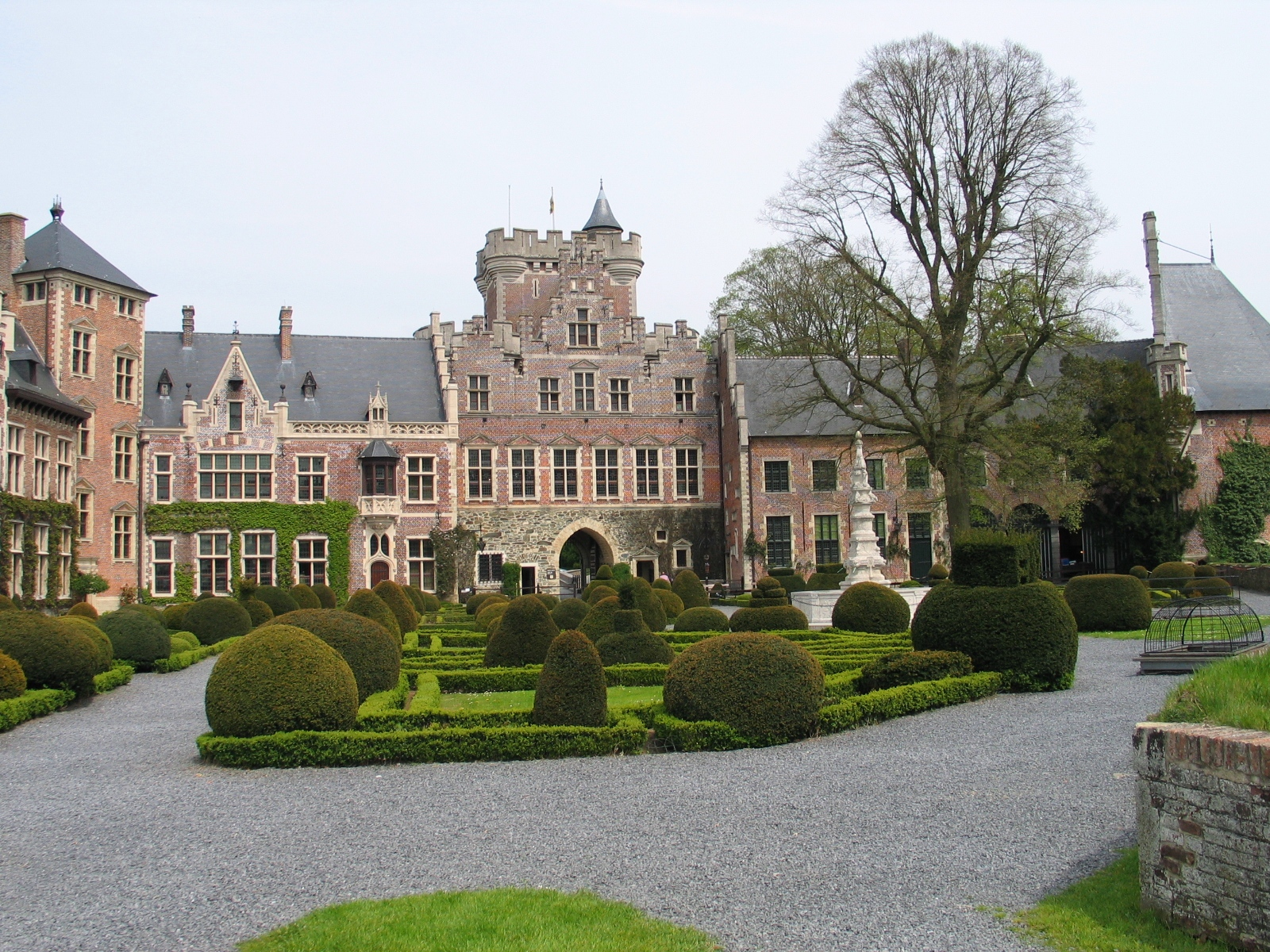
Innenhof von Schloss Gaasbeek
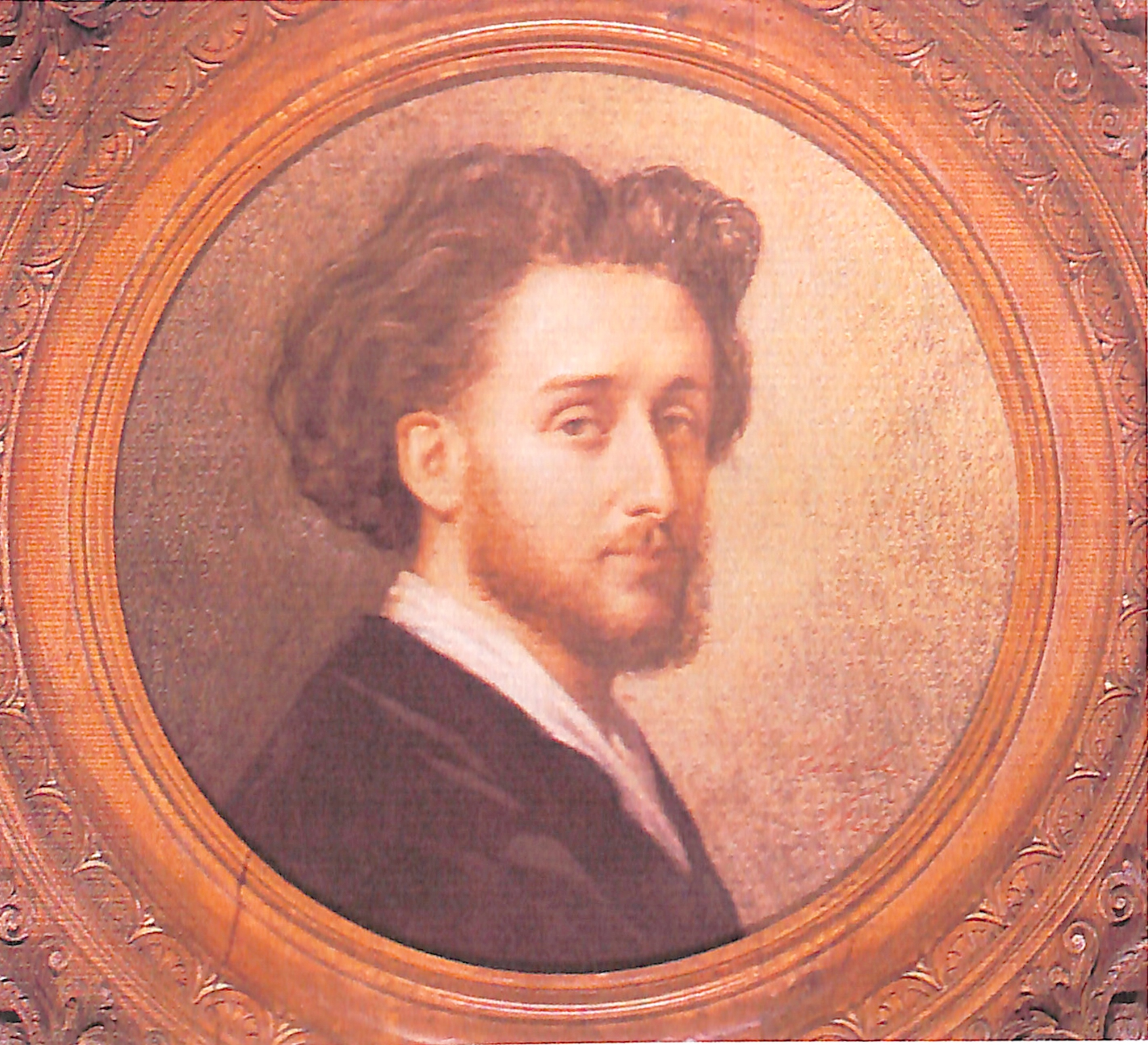
Sohn Gianmartino Arconati-Visconti, Intellektueller und Künstler, 1864
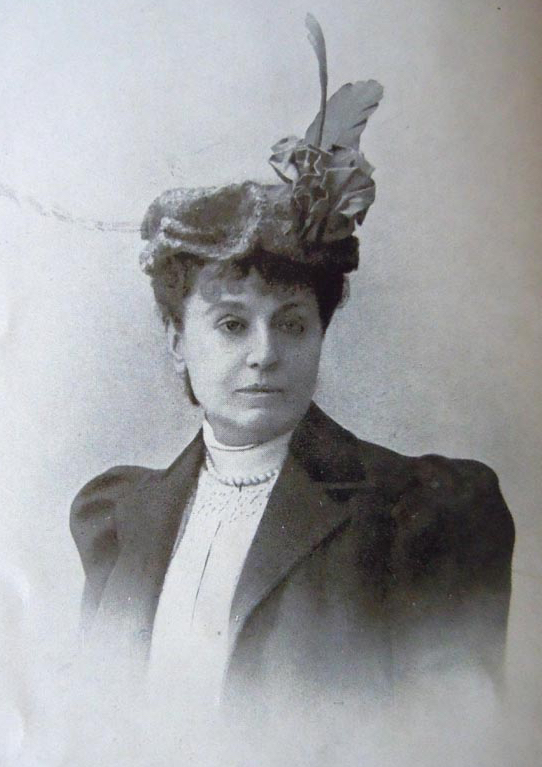
Schwiegertochter Marie-Louise-Jeanne, Mäzenin, Philanthropin und Tochter des Journalisten und Politikers Alphonse Peyrat